# 鳥居正房
鳥居 正房（とりい まさふさ、生没年不詳）は、江戸時代後期の旗本。通称は八右衛門。
勘定吟味役を勤めたのち、天保9年（1826年）4月9日に佐渡奉行を拝命し、5月14日に相川に着任した。佐渡奉行在任中は、知行200俵、役料1500俵100人扶持。着任した頃、巡検使が佐渡に来島し上山田村の中川善兵衛が訴状を渡すが、奉行所は善兵衛を狂人として捕縛した。これに対して領民は集まり奉行所襲撃を画策したため、善兵衛を釈放した。しかし、佐渡一国騒動が起こり小木港の問屋衆や米問屋などを襲撃し事態が収束せず、もう1人の佐渡奉行篠山景徳は江戸にあったが幕府に願い出て鎮圧のために高田藩兵を伴って帰島した。鳥居は幕府評定所にて審議の上、天保11年8月14日に罷免され、小普請入り謹慎となった。墓所は東京都杉並区栖岸院。